# Бранка Шелић
Бранка Шелић (Сомбор, 1965) српска је позоришна, телевизијска и филмска глумица.

## Биографија
Рођена је у Сомбору 1965. године.У Суботици је завршила основну и средњу музичку школу. Глуму дипломирала на Академији уметности у Новом Саду у класи професора Бранка Плеше, заједно са Јасном Ђуричић и Сашом Торлаковићем. Била је члан Народног позоришта у Сомбору од 1989. до 1996. године, где је остварила око педесет улога.
Позоришне представе (избор)
Народно позориште Сомбор: Укроћена горопад (Катарина), Фигарова женидба (Сузана), Фишкал Галантом (Ката), Кате Капуралица (Кате), Таленти и обожаваоци (Његина), Мара Сад (Шарлота Корде), Флорентински сламни шешир (Млада);
Град театар Будва: Декамерон, Јерма (Свекрва), Кокошка (Ала);
 Стални је члан Атељеа 212 од 1996. године.
Позоришне представе (избор) – Атеље 212:Лунаса (Криситна),Турнеја (Учитељица),Бекство (Љуска),Породичне приче (Милена),Парови (Слађана),Дом Бернарде Албе (Мартирио),Дивљи мед (Саша),Рањени орао (Нада Тодоровић),Одумирање (Јованка),Дон Жуан у Сохоу (Мети),Невиност (Мајка једне убијене девојке),Харман,Бли (Бети),Чекаоница,Расправа са Ернестом Че Геваром (Андреа Наваро),Плодни дани,Ревизор (Ана Андрејевна);Пијани(Линда),Јесења соната (Ева)

## Одабране награде и признања
- Стеријина награда за улогу у представи Фишкал галантом на фестивалу Стеријино позорје (1995)
- Статуета Ћуран за улогу Катарине у представи Укроћена горопад на фестивалу Дани комедије у Јагодини (1993)
- Статуета Ћуран за улогу Кате у представи Кате Капуралица на фестивалу Дани комедије у Јагодини (1996)
- Глумачка награда Гардош фестивала на Фестивалу у Вршцу за улогу Сузане у представи Фигарова женидба
- Плакета „Љубиша Јовановић“ за најбоље глумачко остварење у представи Породичне приче
- Глумачка награда фестивала „Љубиша Јовановић“ у Шапцу за улогу Кате у представи Кате Капуралица
- Гран при за улогу Еве у представи Јесења соната на Фестивалу глумца у Никшићу (2017)
- Награда "Иво Сердар" за улогу најбоље прихваћену од публике, за улогу Линде у представи Пијани на Данима сатире Фадила Хаџића у Загребу (2017)
- Награда Атељеа 212 за више улога у представи Чекаоница (2010)

## Филмографија
| Год.          | Назив                             | Улога             |
| ------------- | --------------------------------- | ----------------- |
| 1990-е        |                                   |                   |
| 1994.         | Највише на свету целом            | васпитачица       |
| 1998.         | Бекство                           |                   |
| 1998.         | Џандрљиви муж                     | Софија            |
| 1999.         | Код мале сирене                   |                   |
| 2000-е        |                                   |                   |
| 2008.         | Ближњи                            | Филика            |
| 2008.         | Турнеја                           | библиотекарка     |
| 2009.         | Неки чудни људи                   | Лепосава Протић   |
| 2010-е        |                                   |                   |
| 2010.         | Златна лига                       | Мајка             |
| 2010−2011.    | Мирис кише на Балкану (ТВ серија) | Нена Ранковић     |
| 2011.         | Тамарин изостанак                 |                   |
| 2011.         | Турнеја (ТВ серија)               | библиотекарка     |
| 2011.         | Октобар                           | Олга              |
| 2012.         | Чекаоница                         |                   |
| 2012.         | Зверињак                          | Марија            |
| 2012.         | Ноћна библиотека                  | библиотекарка     |
| 2012.         | Фолк (ТВ серија)                  | Смиљана           |
| 2013.         | Фалсификатор                      | жена иконописца   |
| 2013.         | Мамарош                           | директорка школе  |
| 2013.         | Травелатор                        |                   |
| 2014.         | Непослушни                        | Ана               |
| 2014.         | Повратак у Оз                     |                   |
| 2015.         | Уочи Божића                       | Ержика            |
| 2016.         | Хјустон, имамо проблем!           | Наташа Шумански   |
| 2017.         | Сенке над Балканом                | Ружа              |
| 2017.         | Хоризонти                         |                   |
| 2018.         | Јутро ће променити све            | Рада              |
| 2018.         | Убице мог оца                     | Мира              |
| 2018.         | Шифра Деспот                      | Руменка           |
| 2019.         | Реална прича                      | психолог          |
| 2020-е        |                                   |                   |
| 2020.         | Игра судбине                      | Лидија Гарашевић  |
| 2020.         | Преживети Београд                 | Велинка           |
| 2020.         | Мочвара (ТВ серија)               | Лазарева мајка    |
| 2020.         | Мама и тата се играју рата        | психолог          |
| 2021− у току. | Радио Милева                      | Марта Лисичић     |
| 2021.         | Породица (мини-серија)            | Вера              |
| 2021.         | Каљаве гуме                       | Љубица            |
| 2021.         | Време зла (ТВ серија)             | Савкина мајка     |
| 2021−2022.    | Коло среће (ТВ серија)            | Роса Кекезовић    |
| 2022.         | Света Петка - Крст у пустињи      | царица Милица     |
| 2023.         | Бранилац (ТВ серија)              | Радмила           |
| 2023.         | Деца зла                          | комшиница са псом |
| 2023.         | Тома (ТВ серија)                  | Ханка             |
| 2024.         | Ваздушни мост                     | мајка Негосава    |
| 2024.         | V ефекат                          | Ирена             |
| 2024.         | Баук (филм)                       |                   |
| 2024.         | Време смрти (ТВ серија)           | Лујза Мишић       |
| 2024.         | Нобеловац (ТВ серија)             | Вера Стојић       |
| 2024.         | Отворена врата                    | Миља Инкогнито    |
| надолазећи.   | Излет (филм из 2025)              | Томина мајка      |
| надолазећи.   | Зваћеш се Варвара (серија)        | Симка             |

## Одабрана театрографија
- Укроћена горопад (Катарина), Народно позориште Сомбор
- Фигарова женидба (Сузана), Народно позориште Сомбор
- Фишкал Галантом (Ката), Народно позориште Сомбор
- Кате Капуралица (Кате), Народно позориште Сомбор
- Таленти и обожаваоци (Његина), Народно позориште Сомбор
- Мара Сад (Шарлота Корде), Народно позориште Сомбор
- Флорентински сламни шешир (Млада), Народно позориште Сомбор
- Декамерон, Будва град театар
- Јерма (Свекрва), Будва град театар
- Кокошка (Ала), Будва град театар
- Лунаса (Криситна), Атеље 212
- Турнеја (Учитељица), Атеље 212),
- Бекство (Љуска), Атеље 212
- Породичне приче (Милена), Атеље 212
- Парови (Слађана), Атеље 212
- Дом Бернарде Албе (Мартирио), Атеље 212
- Дивљи мед (Саша), Атеље 212
- Рањени орао (Нада Тодоровић), Атеље 212
- Одумирање (Јованка), Атеље 212
- Дон Жуан у Сохоу (Мети), Атеље 212
- Невиност (Мајка једне убијене девојке), Атеље 212
- Харман, Бли (Бети), Атеље 212
- Чекаоница (више улога), Атеље 212
- Пијани, Атеље 212
- Јесења соната (Ева), Атеље 212
- Расправа са Ернестом Че Геваром (Андреа Наваро), Атеље 212
- Плодни дани, Атеље 212
- Ревизор (Ана Андрејевна), Атеље 212
- Ко се боји Вирџиније Вулф, Позориште Славија
- Коза или ко је Силвија (Стиви), Звездара театар
- Маратонци трче почасни круг, Звездара театар
- Сумрак богова (Баруница Софи), Београдско драмско позориште
- Ручни рад, Установа културе Вук Караџић
- Развојни пут Боре шнајдера (Лина, рођена Пeрeкитка) Југословенско драмско позориште